# Liudolf van Brauweiler
Liudolf van Brauweiler, ook wel Ludolf van Waldenberg of Liudolf het Kind (ca. 1000 - 11 april 1031), was een zoon van paltsgraaf Ezzo van Lotharingen (c.954-1034) en Mathilde van Lotharingen (overleden 4 november 1025), dochter van keizer Otto II (Ottonen) (973-983). 
Door zijn afkomst was Liudolf een belangrijke figuur in de Duitse politiek. Door zijn vader was hij een van de rijkste edelen van Lotharingen en door zijn moeder was hij de nauwste mannelijke bloedverwant van keizer Otto III. Na de dood van Otto in 1002 was Liudolf een van de belangrijkste kandidaten voor het koningschap maar in zijn plaats werd de politiek bedreven Hendrik II gekozen. Liudolf was toen twee jaar oud, en kreeg daardoor zijn bijnaam "het Kind". Na het overlijden van Hendrik in 1024 probeerde Liudolf opnieuw om koning te worden maar nu werd hij afgetroefd door Koenraad II de Saliër. 
Liudolf was gehuwd met Mathilde of Mechtild, dochter van Otto I van Zutphen. Liudolf was graaf van Bonn en Zutphen, heer van Alzey en Waldberg, voogd van de door zijn vader gestichte abdij van Brauweiler (huisabdij van de Ezzonen) en legeraanvoerder van de aartsbisschop van Keulen. Hij werd begraven in de abdij van Brauweiler.
Kinderen waren:
- Koenraad I van Beieren (-1055)
- Hendrik I van Zutphen (1017-1033?)
- Adelheid, gehuwd met Godschalk van Zutphen, erfgename van Zutphen.
- Irmgard of Irmentrud van Zutphen (1023-1083/93)
- Mathilde van Ehrenbreitstein